# MTN 8 2025
La MTN 8 2025 è la 51ª edizione della MTN 8. La competizione è iniziata il 2 agosto  2025 e terminerà il 13 settembre successivo.
La squadra campione in carica è l'Orlando Pirates.

## Formato
È una competizione a eliminazione diretta a cui partecipano le prime otto squadre classifica nella stagione precedente di Premier Division. I turni eliminatori sono a singola gara, con  andata e ritorno previsti solo nelle semifinali. In caso di pareggio si disputano i tempi supplementari e, se sussiste la parità, si passa ai tiri di rigore.

## Squadre partecipanti
| Squadra           | Città        | Stadio                   |
| ----------------- | ------------ | ------------------------ |
| AmaZulu           | Durban       | Moses Mabhida Stadium    |
| M. Sundowns       | Pretoria     | Stadio Loftus Versfeld   |
| Orlando Pirates   | Johannesburg | Orlando Stadium          |
| Polokwane City    | Polokwane    | Old Peter Mokaba Stadium |
| Stellenbosch      | Stellenbosch | Stadio Danie Craven      |
| TS Galaxy         | Mbombela     | Mbombela Stadium         |
| Sekhukhune United | Polokwane    | Peter Mokaba Stadium     |
| Richards Bay      | Richards Bay | Richards Bay             |

## Partite

### Quarti di finale
| Squadra 1         | Risultato | Squadra 2      |
| ----------------- | --------- | -------------- |
| 2 agosto 2025     |           |                |
| Orlando Pirates   | 2 - 0     | Polokwane City |
| Sekhukhune United | 3 - 2     | TS Galaxy      |
| 3 agosto 2025     |           |                |
| Stellenbosch      | 3 - 2     | AmaZulu        |
| M. Sundowns       | 4 - 0     | Richards Bay   |

### Semifinali

#### Andata
| Squadra 1       | Risultato | Squadra 2         |
| --------------- | --------- | ----------------- |
| 16 agosto 2025  |           |                   |
| Orlando Pirates | -         | M. Sundowns       |
| Stellenbosch    | -         | Sekhukhune United |

#### Ritorno
| Squadra 1         | Risultato | Squadra 2       |
| ----------------- | --------- | --------------- |
| Da definire       |           |                 |
| M. Sundowns       | -         | Orlando Pirates |
| Sekhukhune United | -         | Stellenbosch    |

### Finale
| Squadra 1         | Risultato | Squadra 2 |
| ----------------- | --------- | --------- |
| 13 settembre 2025 |           |           |
| In attesa         | -         | In attesa |